# Gillemot György Lajos
Gillemot György Lajos (Kassel, 1813. december 18. – Vámosgyörk, 1892. március 27.) kertész.

## Életrajza
A Hessen-Kasseli Választófejedelemségben található Kasselben (akkori helyesírással Cassel) született 1813. december 18-án. Szakismereteit Drezdában szerezte. Németországi és ausztriai tanulmányút után jött Magyarországra. Különböző uradalmi kertekben végzett parkosítási munkákat. 1867-ben kereskedelmi kertészetet alapított, majd ő létesítette 200 kataszteri holdon Majthényi László roszkosi birtokán Magyarország legnagyobb gyümölcsösét.
Kismegyeren a Vecsera-féle kertből ritka és új faféléivel dendrológiai érdekességet csinált. Életének utolsó éveit Vámosgyörkön töltötte, ott érte a halál 79 évesen, 1892. március 27-én.

## Munkássága
Az új francia zöldség-, gyümölcs- és dísznövénytermesztési iskola magyarországi első úttörői közé tartozott. Híres létesítménye volt a Légrády-féle francia stílusú spárgatelepe.